# Sergej Popov (marathonloper)
Sergej Konstantinovitsj Popov (Russisch: Сергей Константинович Попов) (Khoronkhoy, 21 september 1930 - Sint-Petersburg, 25 juni 1995) was een marathonloper uit de Sovjet-Unie. Hij nam eenmaal deel aan de Olympische Spelen, wat hem op de marathon een eervolle vijfde plaats opleverde.

## Loopbaan
Op de World Student Games 1957 in Moskou won hij een bronzen medaille achter de Joegoslaaf Franjo Mihalic (goud) en zijn landgenoot Albert Ivanov. Hij won een gouden medaille op het EK 1958 in Stockholm. Met 2:15.17 verbeterde hij op 24 augustus 1958 het wereldrecord van James Peters met ruim 2 minuten. Zijn voorsprong op de zilverenmedaillewinnaar Iwan Filin bedroeg vijf en een halve minuut. In 1959 won hij de traditionele Košice Peace Marathon.
Op de Olympische Spelen van 1960 in Rome verbeterde de Ethiopiër Abebe Bikila het record van Popov met een seconde. Popov zelf werd vijfde in 2:19.18. Op het EK 1962 in Belgrado werd hij zesde in 2:27.46 met vier minuten achterstand op de Britse winnaar Brian Kilby.

## Titels
- Sovjet-kampioen marathon - 1957, 1958, 1959

## Persoonlijk record
| Onderdeel | Prestatie | Datum            | Plaats    |
| --------- | --------- | ---------------- | --------- |
| marathon  | 2:15.17,6 | 24 augustus 1958 | Stockholm |

## Palmares

### 30 km
- 1958:  Priz Gazeti Trud - 1:32.58,8
- 1964:  Priz Gazeti Trud - 1:38.09,2
- 1965:  Priz Gazeti Trud - 1:37.35,4

### marathon
- 1956:  marathon van Moskou - 2:22.05
- 1957:  marathon van Moskou - 2:19.50
- 1957:  World Student Games in Moskou - 2:24.05
- 1957:  Russische kampioenschappen in Moskou - 2:21.54
- 1957:  marathon van Kosice - 2:26.09,2
- 1958:  Russische kampioenschappen in Tallinn - 2:20.09
- 1958:  EK in Stockholm - 2:15.17 (WR)
- 1959:  Russische kampioenschappen in Moskou - 2:19.50
- 1959:  marathon van Košice - 2:17.45
- 1960: 5e OS in Rome - 2:19.19
- 1961: 5e Marathon van Tbilisi - 2:28.17
- 1962:  marathon van Moskou - 2:20.25
- 1962: 6e EK in Belgrado - 2:27.46
- 1963:  marathon van Košice - 2:17.45
- 1963:  marathon van Moskou - 2:21.10
- 1965:  marathon van Moskou - 2:22.04